# Spongocèle

Spongocèle en (1)

Le spongocèle (aussi appelé spongocœle, cavité gastrale ou atrium) est la grande cavité centrale des éponges. L'eau y pénètre via des centaines de petits pores, les ostia, et en ressortent par une plus grande ouverture, l'oscule. Selon la forme corporelle de l'animal (soit asconoïde, syconoïde ou leuconoïde), le spongocèle peut se résumer à un simple espace interne creux ou au contraire à un réseau complexe de structures creuses internes. Indépendamment de la forme de l'éponge, les conduits menant au spongocèle sont tapissés de choanocytes, cellules munies de flagelles qui, en les agitant, créent un courant qui envoie l'eau vers le spongocèle, à l'intérieur duquel d'autres choanocytes ou des amibocytes digèrent les particules nutritives.